# Вальдемар (маркграф Бранденбурга)
Вальдемар Великий, также Вальдемар Бранденбургский (нем. Waldemar von Brandenburg, иногда Вольдемар (Woldemar); ок. 1280 — 14 августа 1319, Мешковице) — в 1309—1319 годах маркграф Бранденбурга из рода Асканиев, соправитель с 1302 года, с 1318 года опекун своего кузена Генриха II.
Вальдемар родился в семье маркграфа Конрада I Бранденбургского и его супруги Констанции Польской, дочери герцога великопольского Пржемыслава I. По договору в Сольдине 1309 года Вальдемар уступил свои претензии на Поморское герцогство с Данцигом за 10 тысяч марок серебра Тевтонскому ордену.
В 1312 году Вальдемар вёл войну с маркграфом Мейсена Фридрихом I, захватил его в плен и принудил заключить 14 апреля 1312 года Тангермюндский мир. В 1316 году Вальдемар захватил Дрезден. В 1319 году Вальдемар приобрёл для Бранденбурга Сулехув и Свебодзин.
В 1315 году в ходе так называемой Северогерманской маркграфской войны Вальдемар захватил Штаргард, но уступил Генриху II Мекленбургскому в битве при Гранзее и был вынужден отдать Штарград по Темплинскому миру Генриху II 25 ноября 1317 года.
В 1309 году Вальдемар женился на Агнессе Бранденбургской (1297—1334), дочери маркграфа Германа I. Этот брак оказался бездетным. В 1319 году маркграф Вальдемар умер, а вслед за ним умер и его кузен Генрих II. На этом прервался род Асканиев как маркграфов бранденбургских.
В 1348 году в архиепископстве Магдебургском объявился пожилой человек, утверждавший, что он является маркграфом Вальдемаром, вернувшимся из паломнической поездки в Святую землю. В 1319 году вместо него якобы похоронили другого человека. Афера Лжевальдемара раскрылась только в 1350 году, а до этого времени мошенник правил Бранденбургской маркой, которую ему передал в ленное владение император Священной Римской империи Карл IV.